# Stilomysis grandis
Stilomysis grandis är en kräftdjursart som först beskrevs av Goës 1863.  Stilomysis grandis ingår i släktet Stilomysis och familjen Mysidae. Inga underarter finns listade i Catalogue of Life.